# Бијела Хрватска
Бијела Хрватска (лат. Chrobatia), позната и као Велика Хрватска, подручје је у којем је дио Бијелих Хрвата живио између 7. и 10. вијека и одакле се доселио на подручје данашње Хрватске.
Према новијим археолошким и историографским истраживачима, сматра се да је постојала као племенска протодржава са градовима сличним полисима — Плеснеск, Стољско, Ревно, Галич, Теребовља — у западној Украјини, који су трајали све до самог краја 10. вијека. Неки историчари сматрају да је, након сеоба Хрвата у 6—7. вијеку, њихова некадашња прапостојбина постепено губила свој примат и падала под утицај других словенских народа, као што су Стари Руси (Кијевска Русија), Пољаци (Пољска) и Чеси (Великоморавска, Чешка). Други сматрају да никада није постојала посебна политија позната као Велика или Бијела Хрватска.
Према средњовјековном Љетопису попа Дукљанина, још једна област која се помиње као Бијела Хрватска налазила се јужно од Посавине, заједно са Црвеном Хрватској у Далмацији.